# Eiermühle (Rattiszell)
Eiermühle ist ein Gemeindeteil von Rattiszell im niederbayerischen Landkreis Straubing-Bogen.
Die Einöde liegt circa 2,4 Kilometer nordwestlich von Rattiszell und einen halben Kilometer südlich von Haunkenzell in der Gemarkung Eggerszell. Hier überquert die Verbindungsstraße von Pilgramsberg nach Euersdorf den Haunkenzeller Bach, einen Zufluss der Kinsach.

## Geschichte
Eiermühle gehörte bis 1946 zur aufgelösten Gemeinde Eggerszell, dann zur Gemeinde Haunkenzell und wurde am 1. Mai 1978 bei deren Auflösung nach Rattiszell eingemeindet.

### Einwohnerentwicklung
- 1860: 0 6 Einwohner[1]
- 1871: 0 6 Einwohner[2]
- 1875: 0 6 Einwohner[3]
- 1885: 0 5 Einwohner[4]
- 1900: 0 7 Einwohner[5]
- 1913: 0 8 Einwohner[6]
- 1925: 0 5 Einwohner[7]
- 1950: 0 8 Einwohner[8]
- 1961: 0 4 Einwohner[9]
- 1970: 0 6 Einwohner[10]
- 1987: 0 3 Einwohner[11]

- 2020: 0 2 Einwohner